# Geschwister-Scholl-Schule (Bensheim)
Die Geschwister-Scholl-Schule (schulintern kurz: GSS) ist eine kooperative Gesamtschule in Bensheim an der Bergstraße. Sie wurde im Jahr 1972 als Nachfolgerin des Aufbaugymnasiums Bensheim und der Rodensteinschule gegründet und besitzt eine gymnasiale Oberstufe. Die Schule ist nach den Geschwistern Scholl benannt.

## Geschichte
1967 begann der Bau des Schusterbaus, der heute im Zentrum der Geschwister-Scholl-Schule steht. Es war die Errichtung eines Gebäudes für eine Grundschule für den damals jungen Stadtteil Bensheim-West. Obwohl 1971 noch an dem Gebäude gebaut wurde, zogen 800 Haupt- und Realschüler der ehemaligen Rodensteinschule in den Bau ein, der um einen Westflügel erweitert worden war und 32 Klassenzimmer enthielt.
1972 wurde die Schule als Geschwister-Scholl-Schule benannt und durch das Aufbaugymnasium zu einer Gesamtschule ergänzt. Erst 1974 wurden die Bauarbeiten soweit abgeschlossen, dass die Schüler und Lehrkräfte des Aufbaugymnasiums ebenfalls das Gebäude beziehen konnten. Die Geschwister-Scholl-Schule hatte zu diesem Zeitpunkt 1940 Schüler. Um die mit der hohen Schülerzahl verbundene Raumnot einzudämmen, wurde 2 km von dem jetzigen Schulgebäude entfernt das Gebäude der ehemaligen Rodensteinschule mit 13 Klassenzimmern und Fachräumen zugewiesen. In dieses Nebengebäude wurde die Hälfte des Realschulzweiges und ab 1983 auch der gesamte Hauptschulzweig untergebracht.
1989 wurde an der Nordseite ein zusätzliches Gebäude angebaut, in dem die Oberstufe untergebracht wurde. Durch die so geschaffenen zusätzlichen Räumlichkeiten konnten der Hauptschulzweig und der ausgelagerte Teil des Realschulzweiges wieder in das Hauptgebäude ziehen.
2001 fanden umfassende Modernisierungen statt. Die Geschwister-Scholl-Schule ist nun eine Umweltschule in Europa.
2006 begann der Bau der neuen Mensa und weiteren Räumen. Das Gebäude wurde auf der Nordseite gebaut, wo einst der Schulhof für die 5. bis 7. Klassen waren. Der Bau wurde im August 2007 abgeschlossen. Die Bauarbeiten der neuen Musik-, Nawi- und Verwaltungsräume wurden im Frühjahr 2012 fertiggestellt.
Im Frühjahr 2008 wurde die Schule auf Initiative der Schülervertretung dem Projekt Schule ohne Rassismus – Schule mit Courage angeschlossen.

## Historische Quellen
Die historisch wertvollen Unterlagen der Vorgängerinstitutionen der Geschwister-Scholl-Schule liegen im Hessischen Staatsarchiv Darmstadt (Bestand H 54 Bensheim A). Im Bestand finden sich unter anderem Schüler- und Zeugnislisten seit dem Jahr 1911. Der Bestand ist vollständig erschlossen und, sofern es der Datenschutz zulässt, online recherchierbar.

## Bekannte Schüler
Der Behindertensportler Robin Puppe (bei den Internationalen Deutschen Meisterschaften 1998 im Schwimmen bei 50 und 100 Meter Brust sowie auf 50 und 100 Meter Freistil jeweils Erster, 200 Meter Freistil Zweiter und 50 Meter Rücken Dritter, mehrfacher Landesmeister) besuchte die Geschwister-Scholl-Schule, ebenso wie Michael Meister (Bundestagsabgeordneter seit 1994, früher Stellvertretender Vorsitzender der CDU/CSU-Bundestagsfraktion, von 2013 bis 2017 Parlamentarischer Staatssekretär beim Bundesminister der Finanzen und von 2018 bis 2021 Parlamentarischer Staatssekretär bei der Bundesministerin für Bildung und Forschung), der an der Geschwister-Scholl-Schule 1980 sein Abitur absolvierte. 2020 erlangte ihre allgemeine Hochschulreife Handballspielerin Rugilė Bartaševičiūtė (* 2001).

## Projekte der Geschwister-Scholl-Schule
Die Schule nimmt unter anderem an der vom Kultusministerium geförderten Fortbildungsinitiative zur Erweiterung der Methodenkompetenz im Unterricht teil (Klippert-Programm). Ziel dieser Initiative ist die Hinführung der Schüler zu selbständigerem Lernen und Handeln.
Erwähnenswert ist die Geschichtswerkstatt Geschwister Scholl der Schule. Bei diesem Projekt soll die jüngere deutsche und europäische Geschichte in Erinnerung gehalten und hierdurch Schlüsse für die Gegenwart gezogen werden, insbesondere sollen die demokratischen Wurzeln der deutschen Geschichte ausgelotet und Geschichte in der Region durch eigene Forschungsarbeit anschaulich und nachvollziehbar gemacht werden.
2005 nahm die damalige Klasse 10a der Geschwister-Scholl-Schule an dem Projekt Jugend denkt Zukunft teil.
Das Projekt Schule ohne Rassismus – Schule mit Courage wurde durch eine Initiative der Schülervertretung bereits im Schuljahr 2005/2006 beschlossen und am 22. Februar 2008, dem Todes- und Gedenktag der Geschwister Hans und Sophie Scholl nach einer Unterschriftenaktion endgültig umgesetzt. 76,47 % der Schülerinnen sprachen sich zuvor für eine Schule mit Courage aus und stimmten damit den drei genannten SOR-SMC-Grundprinzipien zu und zeigten durch eine anschließende Menschenkette von 1700 aneinander gereihten Schülerinnen und Schülern, sowie 130 Lehrern um die gesamte Schule ihre „rote Karte“ gegen rechts. Koordiniert wurde diese wohl größte Aktion in der Geschichte der Schule von den Mitgliedern der Schülervertretung, auf die das Fernsehen mit dem Hessischen Rundfunk und zahlreiche lokale Medien aufmerksam wurden und dem Geschehen mit Reportern beiwohnten.

## Ehrungen
Im Fußball erreichte 2006 die Jungen-Mannschaft der Geschwister-Scholl-Schule bei Jugend trainiert für Olympia den 2. Platz.
2004 wurde die Geschwister-Scholl-Schule durch den hessischen Umweltminister als Umweltschule in Europa für verschiedene Schülerprojekte ausgezeichnet.
Im Jahre 2000 ging der 2. Preis im Wettbewerb Entwicklung gestalten der Karl Kübel Stiftung für Kind und Familie an die Geschwister-Scholl-Schule.
2015 wurde der Geschwister-Scholl-Schule die Auszeichnung „Umweltschule – Lernen und Handeln für unsere Zukunft“ verliehen.